# Эстелеке-Паин
Эстелеке-Паин (перс. اصطلک پایین‎) — село на севере Ирана, в остане Тегеран. Входит в состав шахрестана Пардис. Является частью дехестана (сельского округа) Керешт бахша Меркези.

## География
Село находится в центральной части остана, на левом реки Джаджруд, на расстоянии приблизительно 12 километров (по прямой) к северо-западу от города Пардис, административного центра шахрестана. Абсолютная высота — 1697 метров над уровнем моря.

## Население
По данным переписи 2006 года население села составляло 127 человек (73 мужчины и 54 женщины). В Эстелеке-Паине насчитывалось 40 домохозяйств. Уровень грамотности населения составлял 75,6 %. Уровень грамотности среди мужчин составлял 79,5 %, среди женщин — 70,4 %.
В 2016 году в селе имелось 56 домохозяйств и проживало 199 человек (102 мужчины и 97 женщин).